# Amanikhatashan

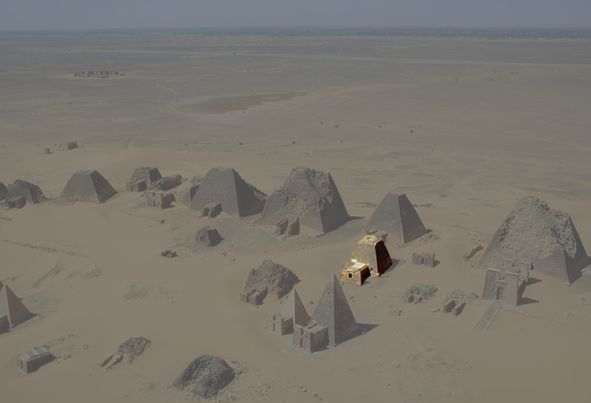
Az Amanikhatashan piramisa

Amanikhatashan Kush királynője volt (kr.u. 62-85).  A címe Kandake. Piramisa Meroéban, a mai Szudán területén található. Őt Amanitenmemide  (kb. 50-62) előzte meg, és Teritnide követte.
Amanikhatashan arról híres, hogy elküldte a kushita lovasságot Titus megsegítésére az első zsidó-római háború alatt, 70-ben.
A meroei piramisából ismert (Beg. N18).